# Крейг (Небраска)
Крейг (англ. Craig) — селище (англ. village) в США, в окрузі Берт штату Небраска. Населення — 202 особи (2020).

## Географія
Крейг розташований за координатами 41°47′7″ пн. ш. 96°21′45″ зх. д. / 41.78528° пн. ш. 96.36250° зх. д. (41.785262, -96.362433).  За даними Бюро перепису населення США в 2010 році селище мало площу 0,74 км², уся площа — суходіл.

## Демографія
Згідно з переписом 2010 року, у селищі мешкало 199 осіб у 85 домогосподарствах у складі 51 родини. Густота населення становила 270 осіб/км².  Було 105 помешкань (142/км²).
Расовий склад населення:
| - 91,5 % — білих - 2,5 % — корінних американців - 0,5 % — чорних або афроамериканців - 0,5 % — азіатів - 2,0 % — осіб інших рас |

До двох чи більше рас належало 3,0 %. Частка іспаномовних становила 2,5 % від усіх жителів.
За віковим діапазоном населення розподілялося таким чином: 23,6 % — особи молодші 18 років, 56,8 % — особи у віці 18—64 років, 19,6 % — особи у віці 65 років та старші. Медіана віку мешканця становила 46,2 року. На 100 осіб жіночої статі у селищі припадало 101,0 чоловіків;  на 100 жінок у віці від 18 років та старших — 102,7 чоловіків також старших 18 років.
Середній дохід на одне домашнє господарство  становив 45 995 доларів США (медіана — 36 000), а середній дохід на одну сім'ю — 56 998 доларів (медіана — 50 833). Медіана доходів становила 43 750 доларів для чоловіків та 22 083 долари для жінок. За межею бідності перебувало 5,0 % осіб, у тому числі 0,0 % дітей у віці до 18 років та 7,1 % осіб у віці 65 років та старших.
Цивільне працевлаштоване населення становило 84 особи. Основні галузі зайнятості: освіта, охорона здоров'я та соціальна допомога — 31,0 %, роздрібна торгівля — 16,7 %, будівництво — 16,7 %.